# Sof'ja Vasil'evna Fëdorova

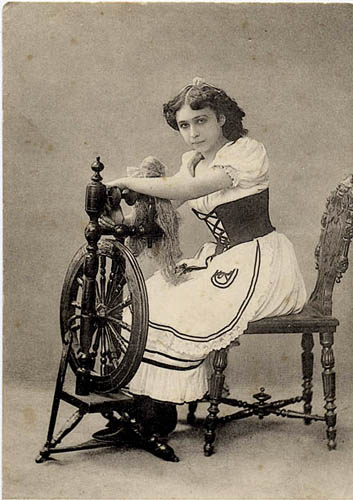
Sof'ja Fëdorova come Lise. La fille mal gardée, 1915

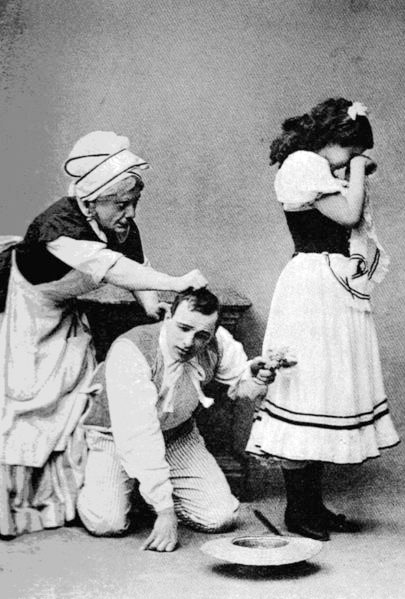
Vladimir Riabtsev nei panni della madre, Michail Mordkin nei panni di Colas e Sof'ja Fëdorova nei panni di Liza; La fille mal gardée di Aleksandr Gorskij, Teatro Bol'šoj, Mosca

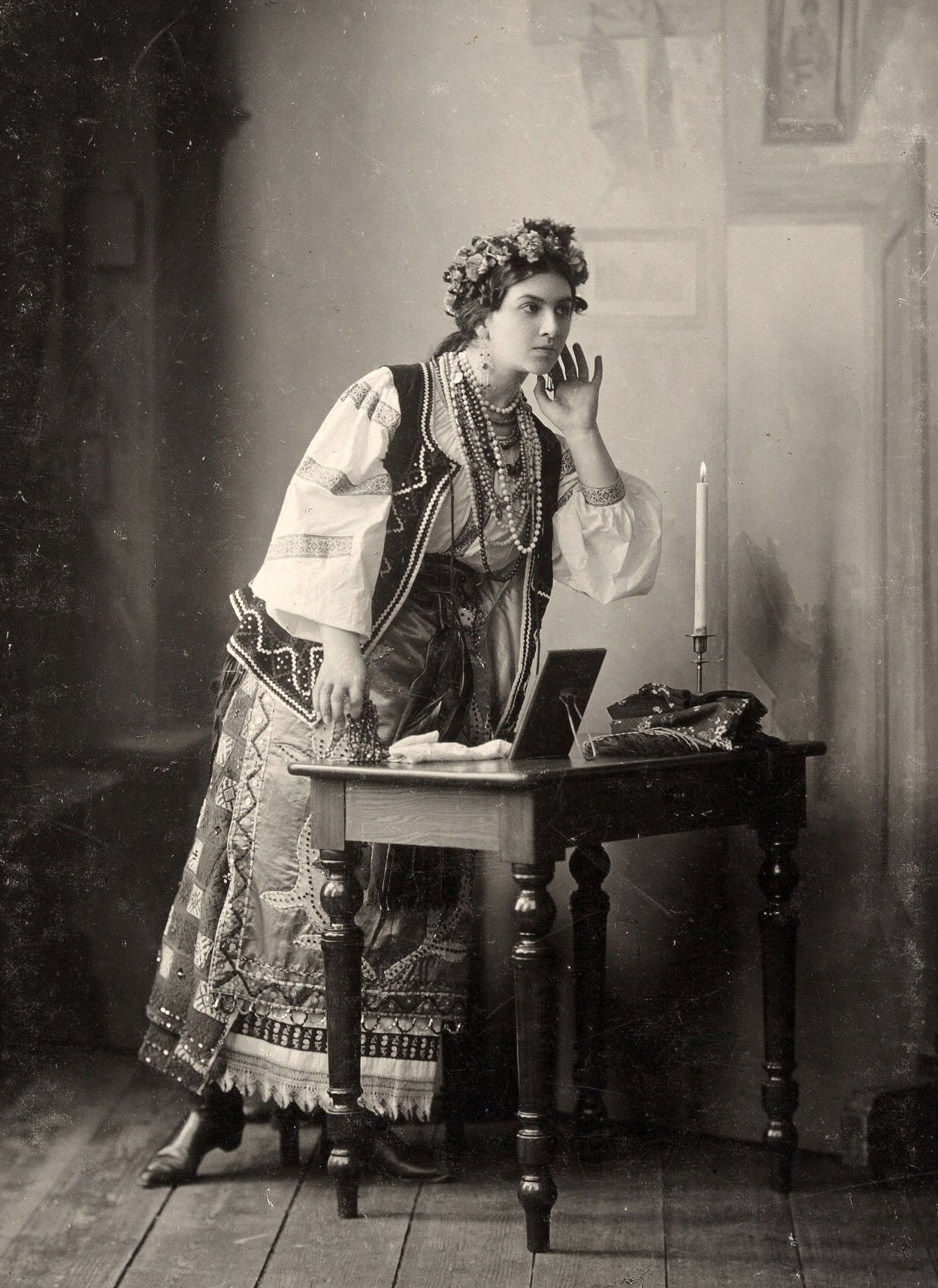
Sof'ja Fëdorova in costume. Circa 1904/1909

Sof'ja Vasil'evna Fëdorova (in russo Со́фья Васи́льевна Фёдорова?; Mosca, 28 settembre 1879 – Neuilly-sur-Seine (vicino a Parigi), 3 gennaio 1963) è stata una ballerina russa.

## Biografia
Si è diplomata alla Scuola di balletto del Bol'šoj nel 1899 ed entrò al Balletto Bol'šoj, dove era ammirata come una ballerina di carattere. Ha ballato con il Diaghilev Ballet dall'inizio nel 1909, interpretando ruoli importanti in tutta la storia del Balletto Diaghilev. La Fedorova continuò a ballare con il Bol'šoj fino al 1917, lavorando anche con le compagnie di Diaghilev e di Anna Pavlova. Suo marito era Pyotr Olenin, un cantante d'opera e direttore d'opera russo. Dopo la sua morte nel 1922, andò immediatamente in esilio in Francia, dove continuò a ballare nel balletto.
La sua ultima esibizione fu con il Diaghilev Ballet nel 1928. Poi la sua malattia prese il sopravvento. Sopportò il suo calvario coraggiosamente, andando alla deriva da un istituto psichiatrico all'altro. Nel 1963, all'età di ottantatré anni, il suo necrologio diceva: "Visse tranquillamente tra scoppi di coscienza e delirio". Tra i suoi allievi c'è la prima ballerina assoluta/coreografa cubana Alicia Alonso.